# Touggourt
Touggourt (du berbère « la porte », en tifinagh : ⵜⵓⴳⵓⵔⵜ; en arabe تڨرت) est une commune du Nord-Est du Sahara algérien, chef-lieu de la nouvelle wilaya de Touggourt, depuis 2019. Elle est située à 160 km au nord-est de Ouargla et à 660 km au sud-est d'Alger.
Capitale de l'Oued Righ, Touggourt est une cité historique dynamique, l'une des plus grandes villes du Sahara algérien. Son agglomération urbaine compte 143 270 en 2008 et s'étend sur quatre communes.

## Toponymie
Touggourt est un nom d'origine berbère qui signifie « la porte ».

## Géographie

### Situation
La ville de Touggourt est une oasis du nord du Sahara algérien. Elle est la capitale et la plus importante ville de l'Oued Righ, un fleuve fossile. Elle est située à la limite nord du Grand Erg oriental, à 160 km au nord-est de Ouargla, à 100 km d'El Oued, à 225 km au sud de Biskra et à 660 km environ au sud-est d'Alger.
|          | Megarine  |                             |
| El Allia | Touggourt | Zaouia El Abidia, Tebesbest |
|          | Nezla     |                             |

### Localités de la commune
Lors du découpage administratif de 1984, la commune de Touggourt est composée à partir des localités et lieux-dits suivants :
- Quartier de Mestaoua
- Sidi Abdessalem
- Baalouche
- Chateau d'eau
- Emir Abdelkader
- La gare
- Sidi Bouaziz
- Zone Industrielle
- Nouvelle Zone d'Activité

### Climat
Le climat à Touggourt, est désertique et très sec. La classification de Köppen est de type BWh. La température moyenne est de 21.4 °C et la moyenne des précipitations annuelles ne dépasse pas 100 mm.
| Mois                              | jan. | fév. | mars | avril | mai  | juin | jui. | août | sep. | oct. | nov. | déc. | année |
| --------------------------------- | ---- | ---- | ---- | ----- | ---- | ---- | ---- | ---- | ---- | ---- | ---- | ---- | ----- |
| Température minimale moyenne (°C) | 3,4  | 5,7  | 9    | 13    | 17,5 | 22,9 | 25   | 24   | 21   | 15   | 9    | 4,5  |       |
| Température moyenne (°C)          | 10   | 12,6 | 16   | 20,6  | 25   | 30,3 | 33,3 | 32,2 | 28,5 | 22   | 15,6 | 10,8 | 21,4  |
| Température maximale moyenne (°C) | 16,7 | 19,5 | 23,3 | 28    | 32,7 | 37,8 | 41,6 | 40,5 | 36   | 28,9 | 22   | 17   |       |
| Précipitations (mm)               | 9    | 4    | 8    | 4     | 5    | 2    | 1    | 1    | 4    | 6    | 10   | 9    | 63    |

| Diagramme climatique                                  |          |        |       |           |           |         |         |       |         |       |        |
| J                                                     | F        | M      | A     | M         | J         | J       | A       | S     | O       | N     | D      |
| 16,73,49                                              | 19,55,74 | 23,398 | 28134 | 32,717,55 | 37,822,92 | 41,6251 | 40,5241 | 36214 | 28,9156 | 22910 | 174,59 |
| Moyennes : • Temp. maxi et mini °C • Précipitation mm |          |        |       |           |           |         |         |       |         |       |        |

### Transports
Touggourt est desservie par un aéroport situé à 9 km au sud-est de la ville, à côté du village et de la station agricole expérimentale de Sidi-Mahdi.
Elle se trouve sur l'axe oriental saharien, qui relie le Nord algérien, aux principales régions oasiennes : Biskra, le Souf, l'Oued Righ, ainsi que les régions pétrolières ; au-delà, cet axe peut soit rejoindre El Menia, soit s'enfoncer vers le sud-est à travers un couloir interdunaire du Grand Erg oriental en direction du Tassili n'Ajjer et de Djanet.
La ville dispose d’une gare ferroviaire, terminus pour la voie ferrée du sud-est algérien, construite en 1910, et allant vers Biskra.
Quelques lignes de bus forment le réseau du transport urbain de la ville.

## Histoire

### Période islamique

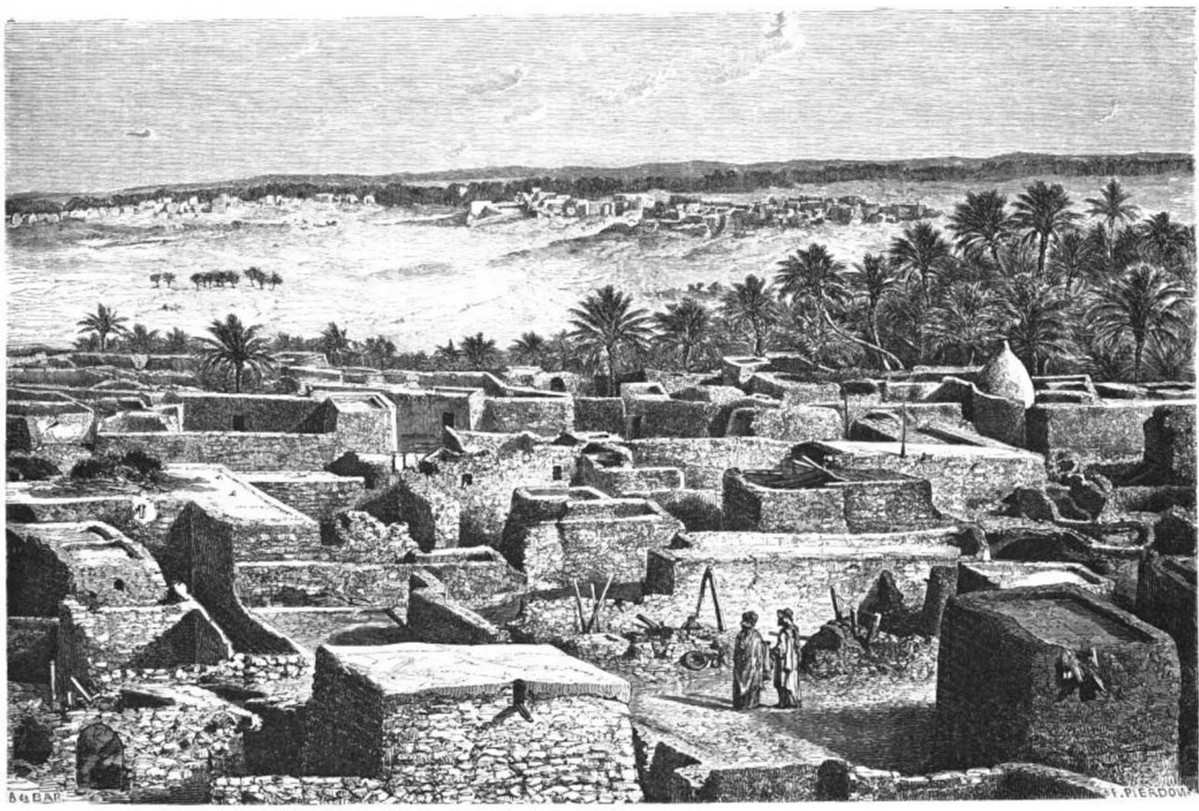
Vue de Touggourt en 1861.

Selon Ibn Khaldoun, une fraction de la tribu berbère des Righa se rendit maîtresse de toute la région comprise entre Biskra et Ouargla, où elle se mélange à d’autres populations zénètes. Touggourt est fondée par les Banou Ifren (Beni Ifren). La ville devient une  dépendance des souverains du Maghreb, ou des gouverneurs de Biskra.
La dynastie des Beni Djellab a régné dans la région entre 1414 et 1854. À la fin du XVe siècle, elle profite de son statut de ville sunnite pour détourner à son profit les caravanes de pèlerins venus de l'ouest et ce, au détriment de Ouargla. 
Au milieu du XVIe siècle le Beylerbey d'Alger Salah Raïs fait, payer tribut aux populations de Touggourt et d'Ouargla. Léon l'Africain, décrit au XVIe siècle : « Elle  est  entourée  d'un  mur  de  moellons  et  d'argile [...]  Il y a autour  de Touggourt plusieurs châteaux et villages et aussi des endroits  habités sur une distance qui atteint trois ou quatre jours de marche. Chacun d'eux est tributaire du seigneur de Touggourt ». 
Au XVIIIe siècle Touggourt est à nouveau mis sous tutelle soit par les tribus du Zab dirigées par le « Cheikh El Arab », soit par les Ben Gana de Biskra. Cette période est marquée par les luttes entre les cités sahariennes d'une part et les cités et les tribus bédouines d'autre part.

### Période coloniale française

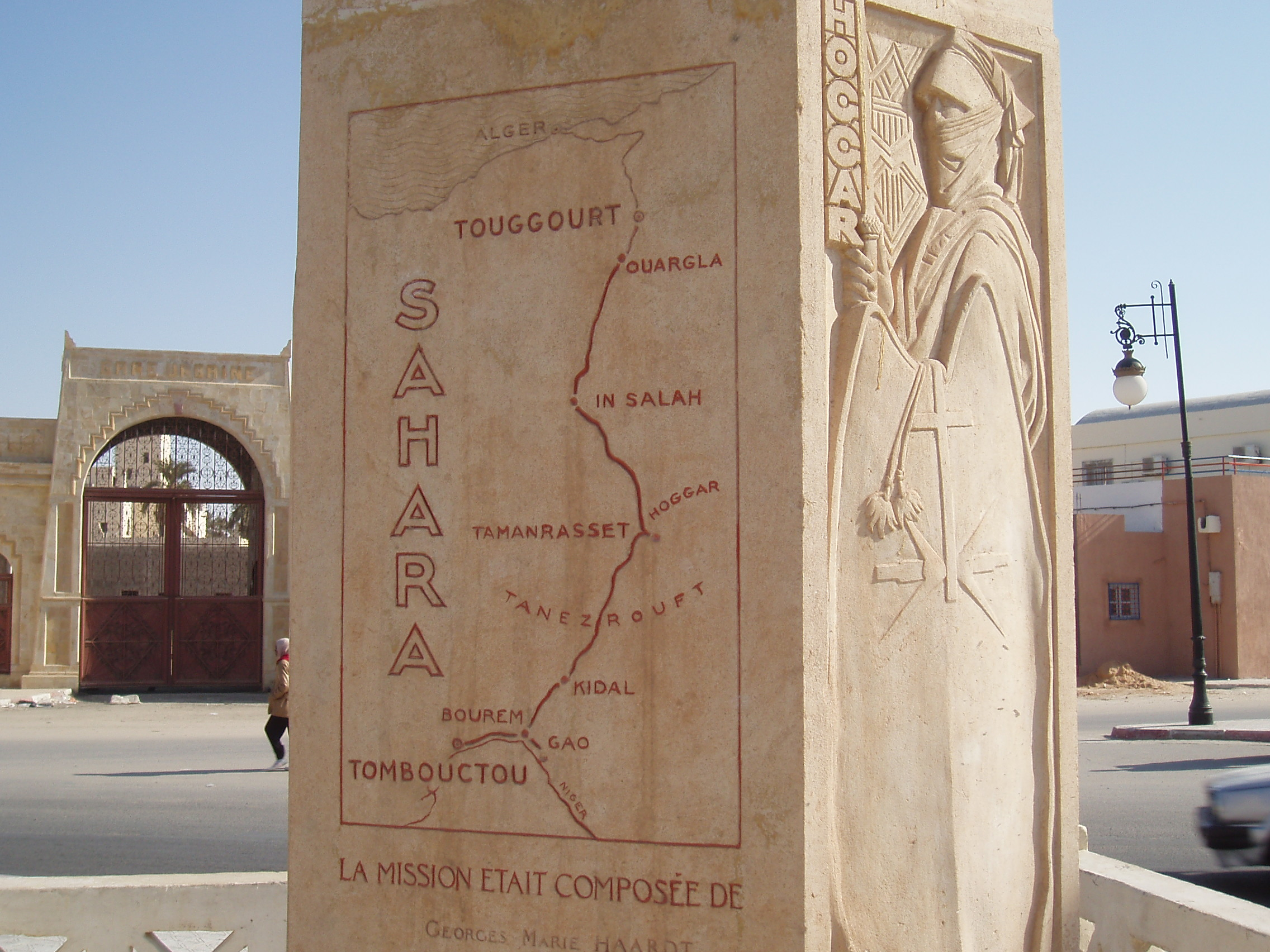
Stèle André Citroën.

La prise de Biskra, amène le chef de Touggourt, à reconnaître l'autorité française. À sa mort, en 1854, un dénommé Sliman s'empare du commandement de la région. Il s’allie avec le chérif d' Ouargla contre le nouvel adversaire. Le 5 décembre, après un engagement à l'extérieur de la cité, une colonne française force les portes de Touggourt et un détachement s'y installe. Les autorités coloniales françaises vont alors destituer le Cheikh Sliman, dernier roi des Beni Djellab. Lors de l'insurrection de 1871, la garnison de la ville est massacrée.
L'accroissement de la population au début du XIXe siècle a failli entraîner l'asséchement des puits. En 1886, des sondages profonds ont permis de sauver des palmiers du dépérissement. La ville a bénéficié de la voie ferrée réalisée dès 1914, et dont elle était l'aboutissement au départ de Skikda, elle assurait le transbordement pour une large partie du Sahara. Elle était très fréquentée par les orientalistes au début du XXe siècle.
Le 7 mars 1962, à la veille du dernier round des négociations des Accords d'Évian, les populations de Touggourt, à l'instar de ceux de d'Ouargla, se sont soulevées pour refuser la partition de l'Algérie.

## Administration
Touggourt est chef-lieu d'un cercle constitué par arrêté du 24 décembre 1892. En 1902, le Sahara algérien est réorganisé en quatre territoires militaires dont celui de Touggourt qui avait la ville comme chef-lieu. En 1958, elle est érigée en commune dans le département des Oasis.
En 2015, elle a été érigée en chef-lieu de wilaya déléguée, dépendante de la wilaya de Ouargla. En 2019, le gouvernement algérien a annoncé la promotion des wilayas déléguées du Sud, en dix nouvelles wilayas.

## Urbanisme

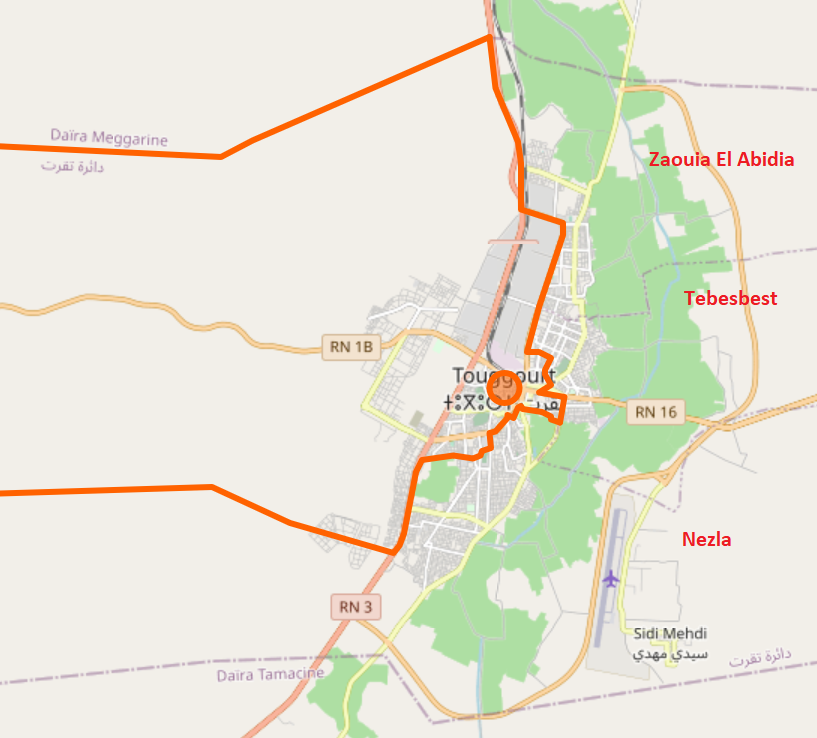
Extension de la ville de Touggourt hors limites de la commune.

Touggourt est la plus grande ville de la région d'Oued Righ, son territoire s'étend sur les communes voisines : Tebesbest, Nezla et Zaouia El Abidia. L'agglomération de Touggourt est le résultat de l'annexion de sept ksour, qui ont évolué lentement pour former le « Grand Touggourt » : Nezla, Tebesbest, Zaouiat Abidia, Sidi Bouaziz, Beni Soued et Sidi Boudjenane. Ces ksours gravitent autour de la cité Mestaoua (ksar de Touggourt). Leurs limites administratives englobent un ensemble urbain ne laissant place à aucun vide interstitiel. 
Nezla, le plus important de ces noyaux se trouve à l’emplacement du premier Touggourt, celui d’avant le XVIe siècle. Le tout tend à être réuni aujourd’hui par les quartiers récents, qui remplissent progressivement tout le site entre la palmeraie et la route nationale.
Le ksar Mestaoua, connaît un déclin de son tissu traditionnel. Initialement circulaire et doté d'un plan radioconcentrique, adapté au climat très chaud, l'armée coloniale a rasé la moitié de son étendue. Le ksar a connu une lente dégradation aboutissant à une opération de rénovation qui ne laisse subsister que quelques îlots, en bordure des grandes voies de communication existantes. De grands axes de communication vont le traverser de part en part pour l'intégrer au tissu de la nouvelle ville et vont le défigurer. 
L’administration coloniale puis l’État algérien ont adopté des modèles d'urbanisation et de gestion, propres aux régions du Nord, avec notamment des grands boulevards, qui contrastent avec rues, ruelles et passages couverts des ksours. L'habitat collectif connaît une progression continue depuis les années 1960. Les inégalités sociales récentes s'affichent de façon ostentatoire à travers l'habitat. Ainsi, la ville s'est vue dotée d'un quartier résidentiel riche autour de la rue de Koweit.

## Population

### Démographie
En 2008, la population de la commune est de 39 409 habitants selon le recensement de 2008 et celle de l'agglomération est de 143 270 habitants. Durant la période coloniale, elle avait le double de la population d'Ouargla. Toutefois, elle a gardé la même position dans le classement urbain régional depuis indépendance.
| 1977   | 1987   | 1998    | 2008    |
| ------ | ------ | ------- | ------- |
| 42 519 | 70 645 | 114 183 | 143 270 |

### Société

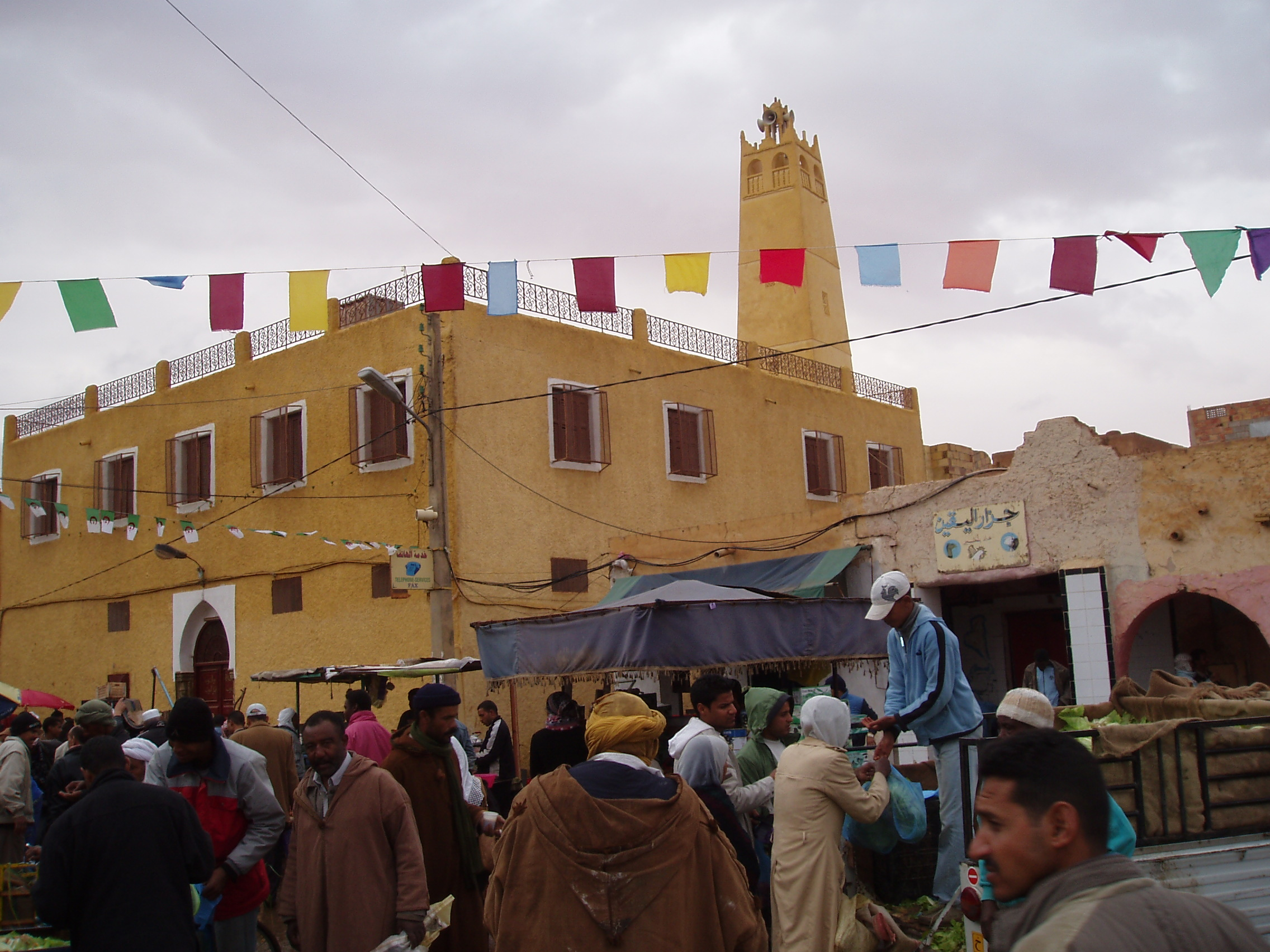
Souk et mosquée à Touggourt.

La société traditionnelle de l'Oued Righ est issue d'un brassage de populations qui a mêlé des nomades arabes et berbères à des cultivateurs noirs et des Rouagha. Touggourt était habité par une population blanche (Moudjahirias), tandis que les noyaux villageois étaient peuplés par de cultivateurs noirs (Hachachnas). Le tout tend à être réuni aujourd'hui par les quartiers récent.
Cette société traditionnelle, marquée par la dualité entre nomades et sédentaires a subi de profondes mutations. Les premiers nomades fixés deviennent cultivateurs. L'intensification des relations avec l'extérieur et l'apparition d'une masse salariale importante ont modifié les structures sociales locales. Ainsi, de nombreux habitants du Nord algérien se sont installés à Touggourt. Les nouvelles classes sociales sont fondées sur le niveau de vie et non plus sur les fonctions sociales.
Les Moudjahirias et les commerçants soufis et mozabites dominent les marchés de la datte. Avec l'émergence d'une bourgeoisie urbaine, les inégalités sociales se creusent avec les couches populaires. Une minorité fortunée (entrepreneurs et industriels) détient une part importante des richesses produites.

## Économie

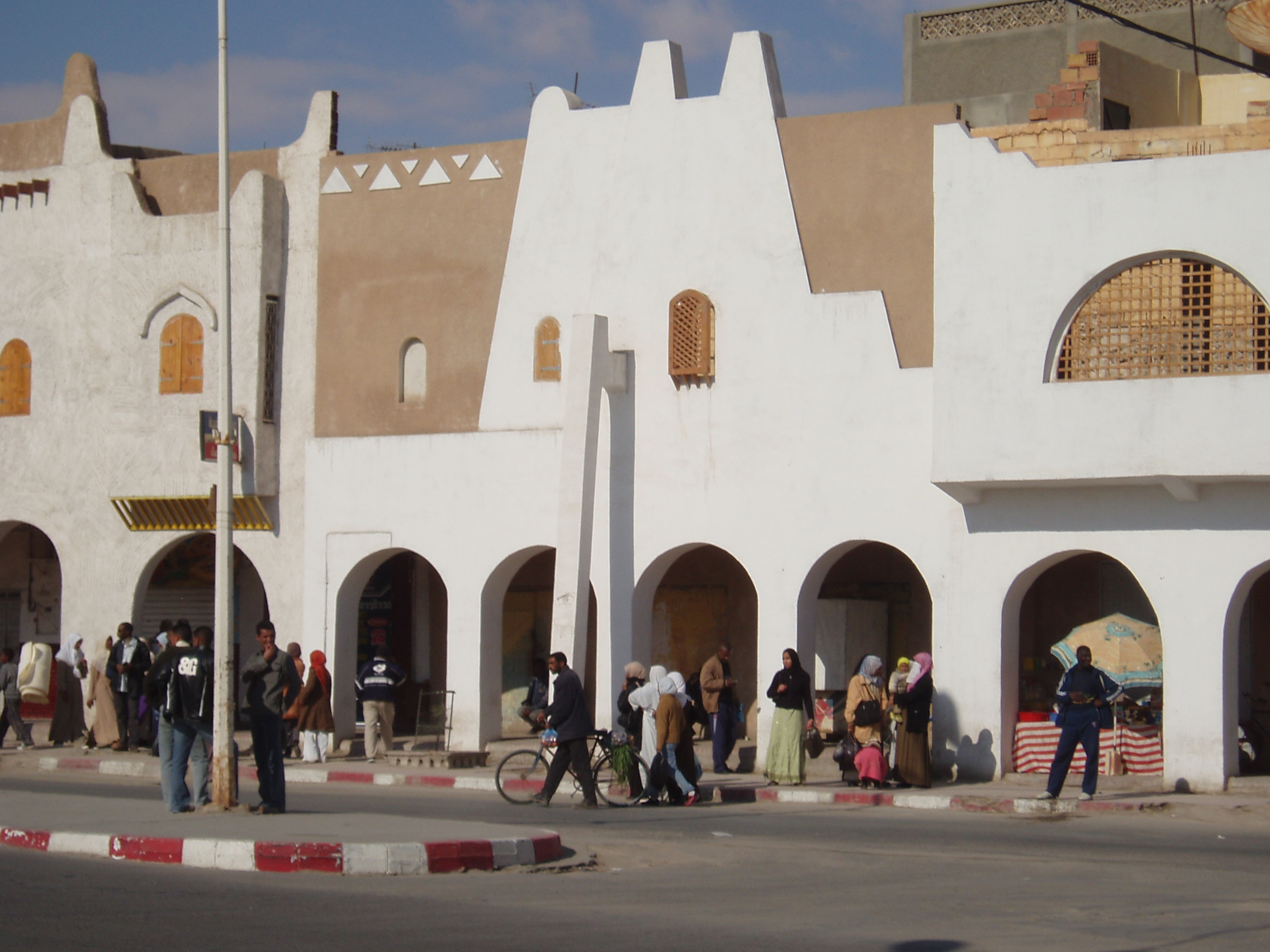
Les rues les plus importantes sont bordées d’arcades.

Touggourt est un centre de commerce et de tourisme important. Elle abrite une antenne de la Sonatrach. Même s'il n'y a pas d'hydrocarbures dans l'Oued Righ, sa proximité avec les gisements de Hassi Messaoud, le fait bénéficier indirectement des retombées. De nombreuses activités de sous-traitance, des sièges sociaux, des zones d'entrepôt sont installés à Touggourt. Elle profite également de sa position de terminal ferroviaire important.
Alors que Ouargla a bénéficié d'une  forte impulsion étatique, Touggourt a développé un secteur privé dynamique : grossistes, entreprises de services, unités industrielles (minoterie, verrerie, agro-industriel). Elle est également le marché de la datte le plus important de la région. Durant les années 2000, le secteur se diversifie et s'oriente vers les petites ou moyennes entreprises. Ces PMI opèrent dans l'agroalimentaire, la transformation métallique, les matériaux de construction et dans les gaz industriels et la pétrochimie. 

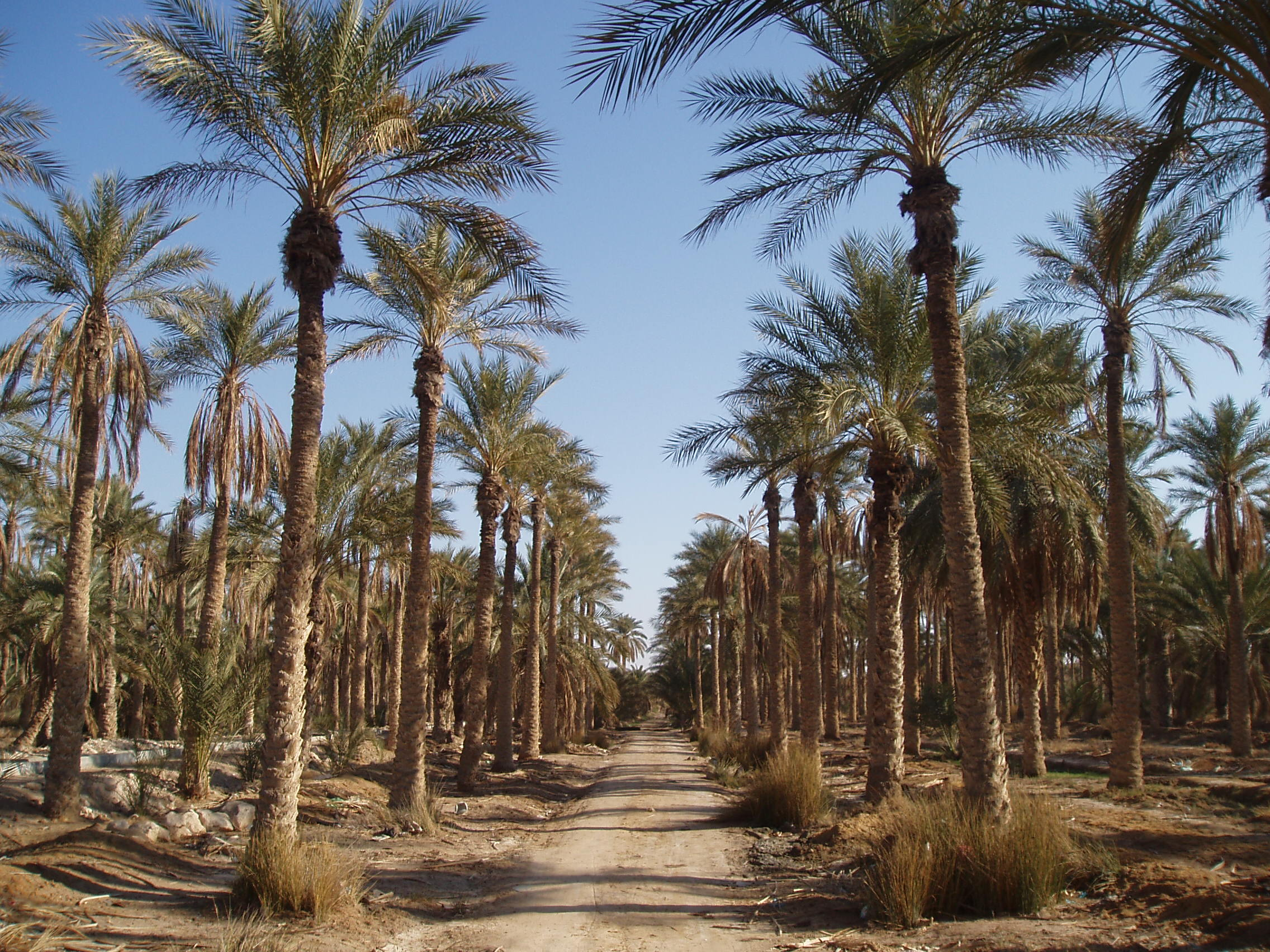
Palmeraie à Touggourt.

Elle renferme plusieurs puits artésiens, utilisés pour l'irrigation dans l'oasis. Elle est connue pour la qualité de ses dattes. Les palmeraies qui entourent Touggourt sont très étendues. Elles abritent des dattiers, à l'ombre desquels sont cultivés quelques céréales et légumes. Des usines de conditionnement de dattes traitent sur place la production.
Le statut de la ville en tant que gérant du territoire, lui permet de bénéficier d'un important investissement en  équipements de commandement et de services, ce secteur public est un gros pourvoyeur d'emploi. Par ailleurs, les activités marchandes et de services sont omniprésentes, la part du secteur informel est considérable. Son marché hebdomadaire rayonne sur sa région et est animé par des gros commerçants qui sillonnent le Sahara. En outre, la broderie traditionnelle est parmi les principales activités artisanales.

## Patrimoine
Le vieux ksar de Mestaoua constitue le cœur historique de la ville de Touggourt, datant d’avant le XVe siècle. Les ruelles sont couvertes de troncs de palmiers. Il comporte quelques bâtisses accrochées à la vieille mosquée, et un marché ceint d'un rempart ouvrant sur l'extérieur par trois grandes portes : bab es-salem, bab lebled et bab lekdar. 
Fortement dégradé, le ksar a été inscrit sur l'inventaire supplémentaire des sites et monuments classés au patrimoine algérien, à l'instar de la zaouïa Sidi El Hachimi ; le siège de la radio et de l'école El Filah. En outre, le centre de détention et de torture de Touggourt érigé en 1957 par les autorités coloniales a été également classé.
La grande Mosquée de Touggourt, appelé Djamaa El-Atik (« mosquée antique ») ou Djamaâ El-Kebir, a été fondée par le sultan Ibrahim Ben-Djellab en 1805 (1220 de l'hégire). Implantée dans le vieux ksar, elle est composée d'une grande cour ceinte d'arcades, ainsi que de deux petits patios, une fontaine, une grande coupole verte et un minaret de forme carrée.
Les tombeaux des rois sont situés dans le cimetière familial des rois de Touggourt au centre-ville, ils constituent des dômes blanchis à la chaux.

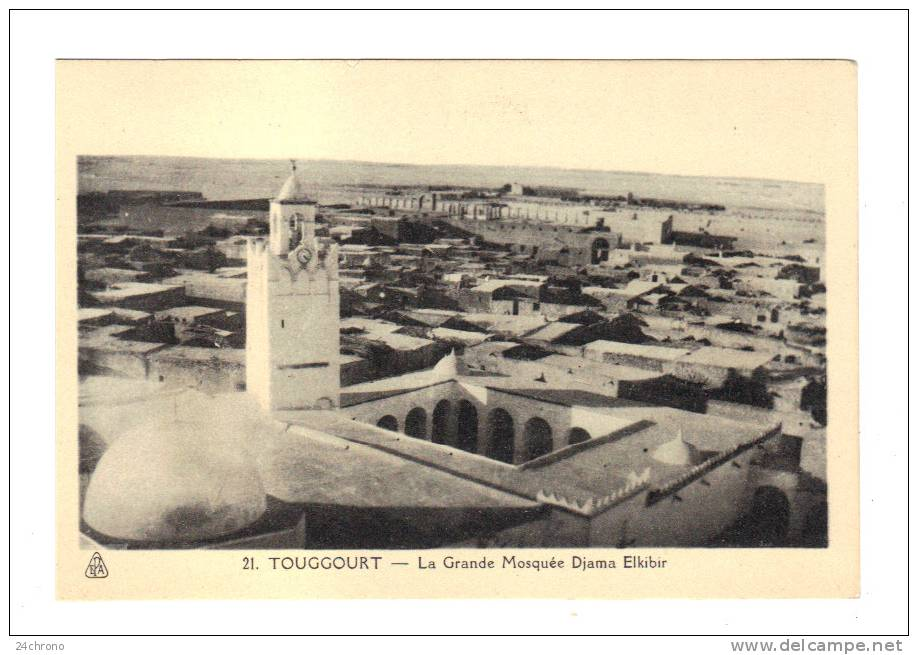
Djamaâ El-Kebir
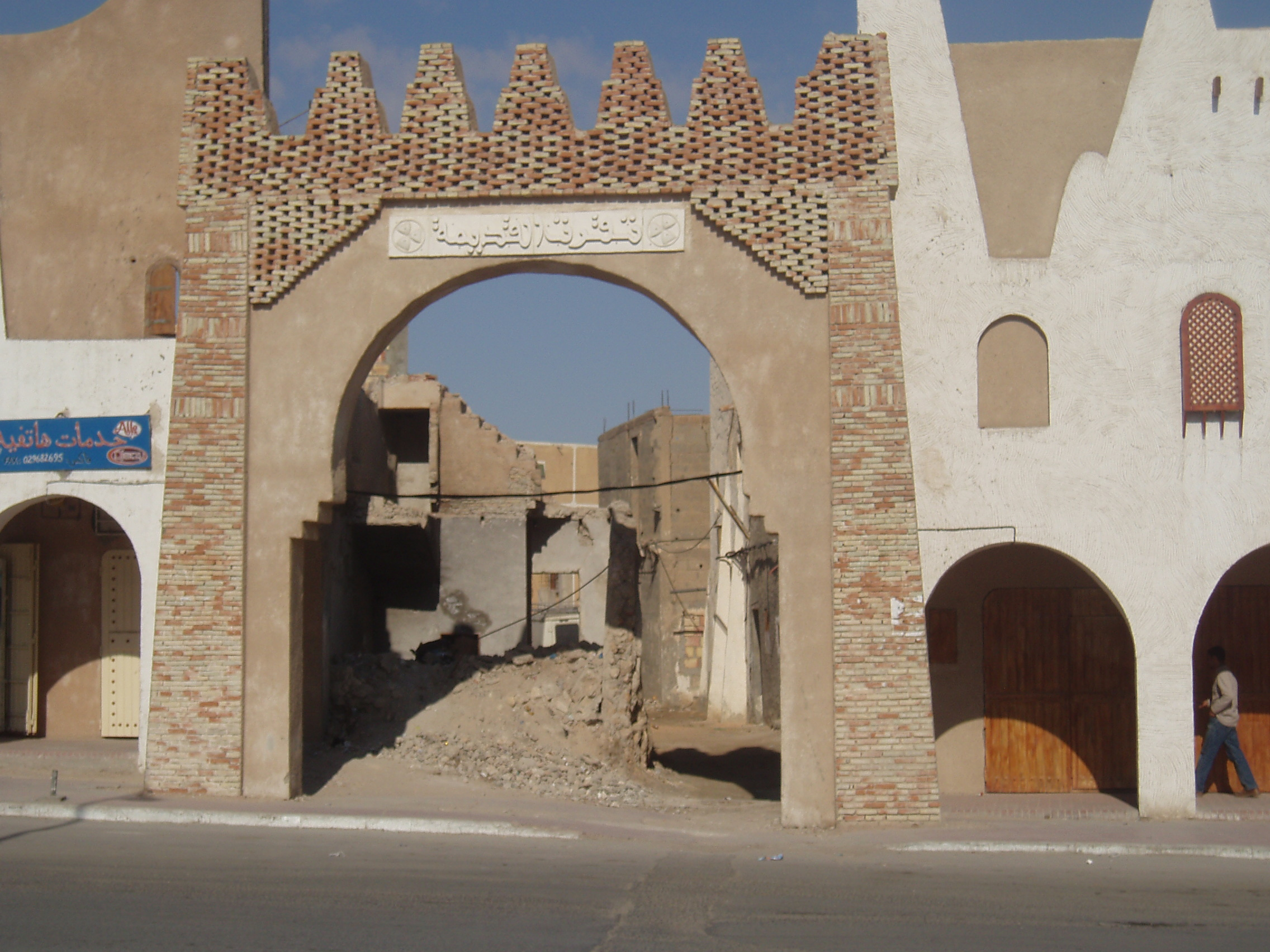
Une porte du ksar, la façade a été restaurée, mais dégradation visible à l’intérieur
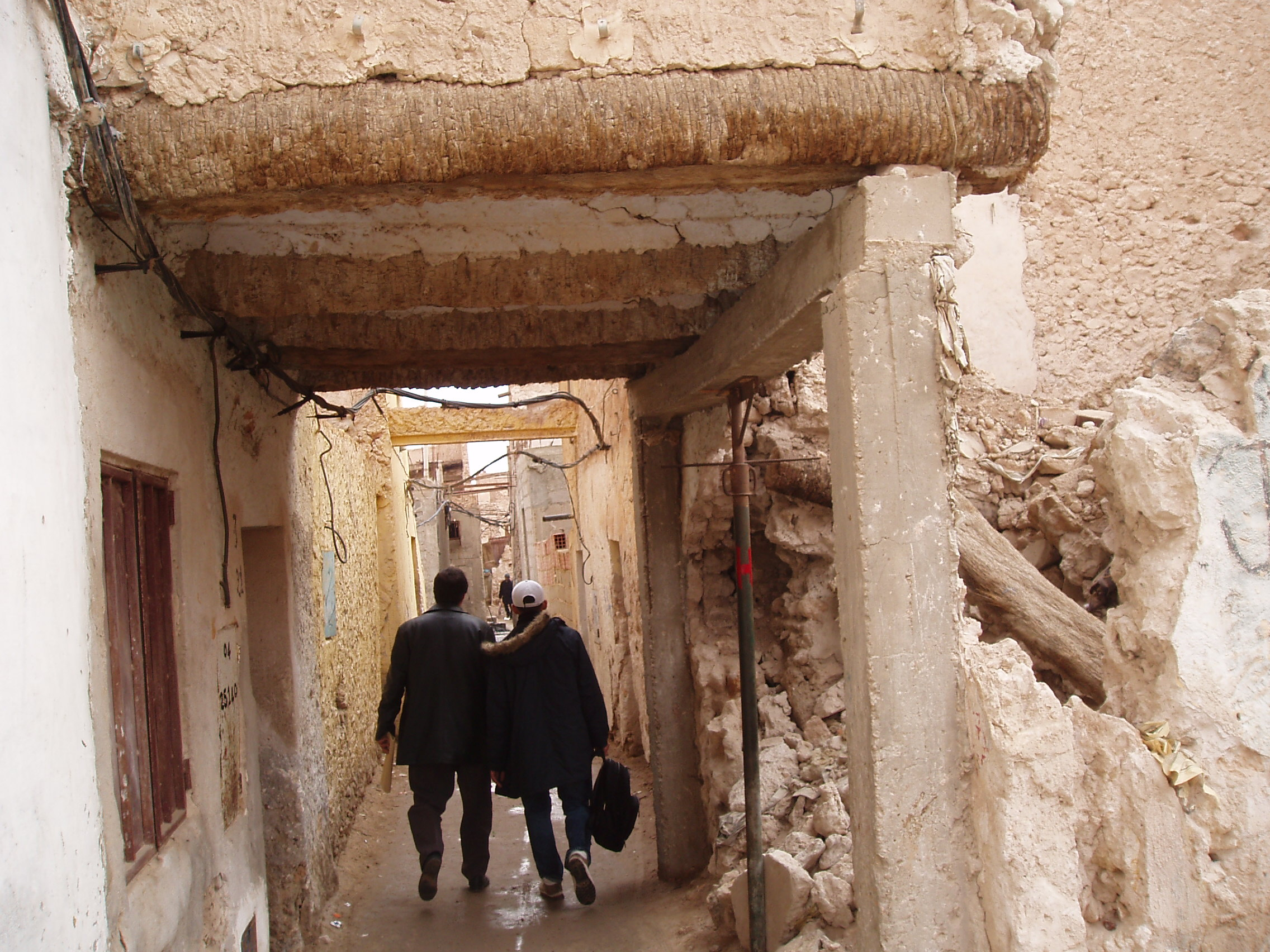
Les ruelles du ksar sont couvertes de troncs de palmiers
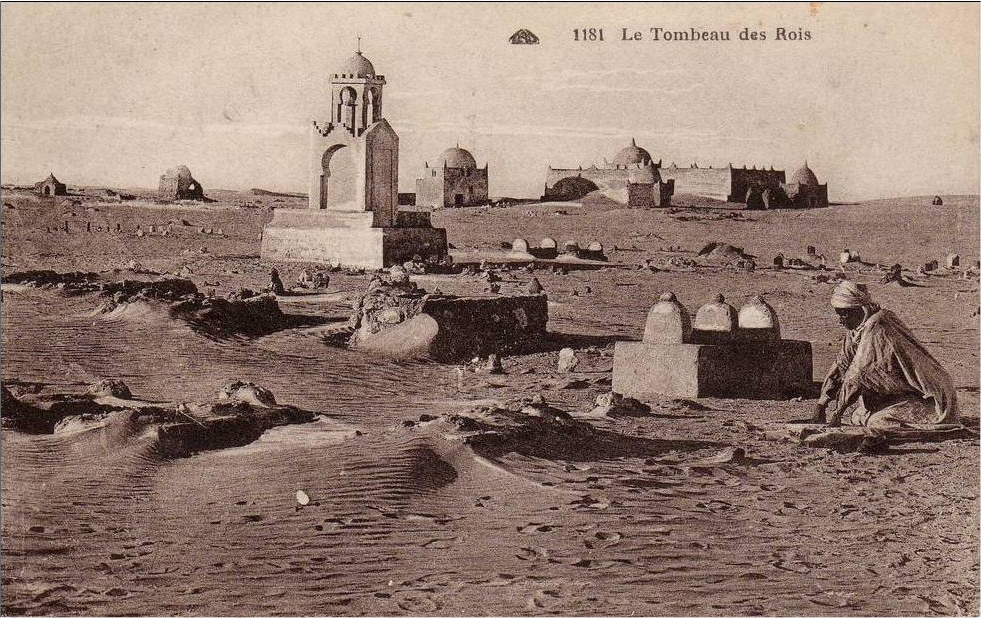
Les tombeaux des rois
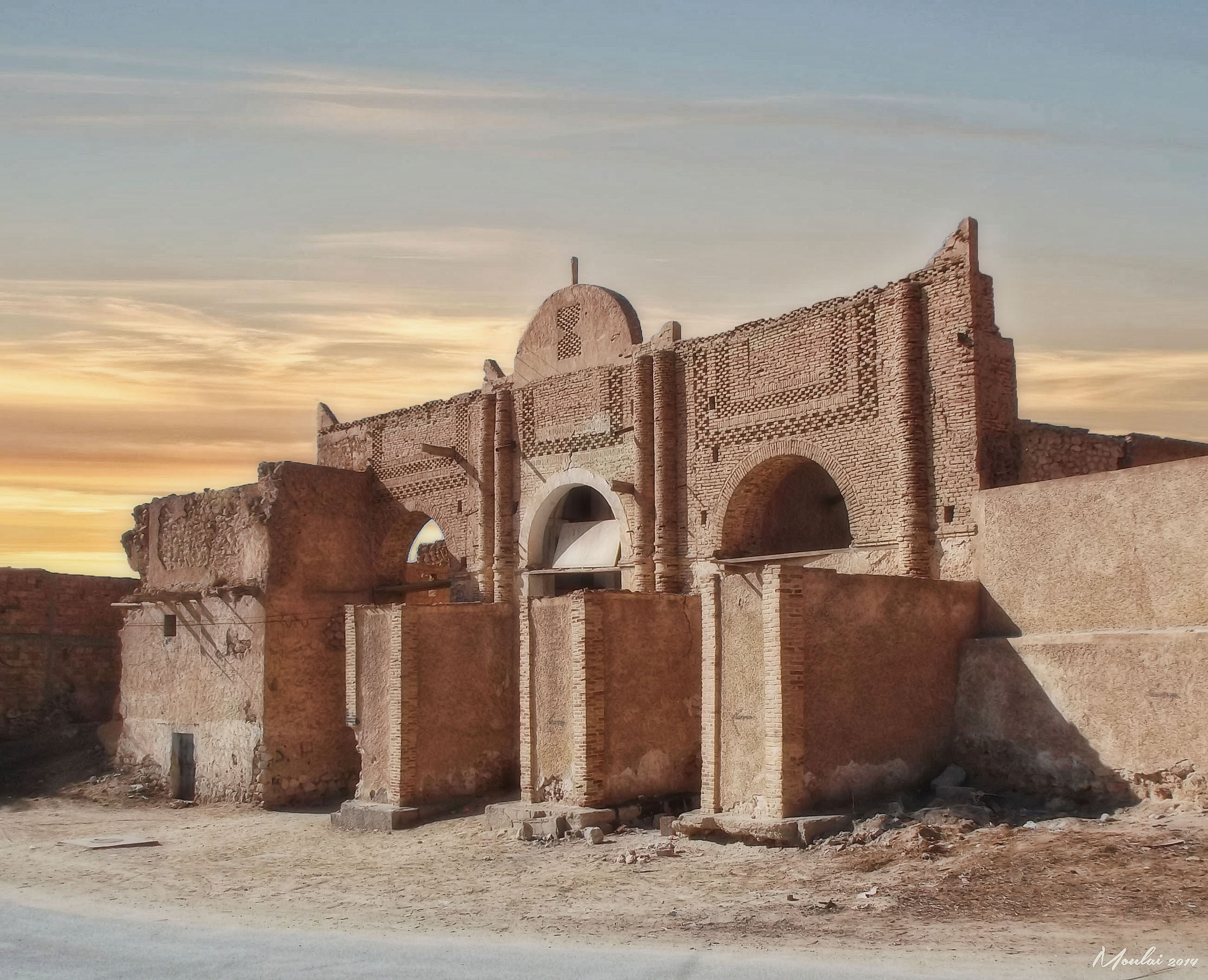
Le palais des sultans

## Vie quotidienne

### Sport
Le NRB Touggourt est le club de football local de la ville de Touggourt.

### Santé
La commune dispose d'un hôpital public de 206 lits, constitué de 13 services.

### Culture
Touggourt organise chaque année la fête du palmier dattier.

## Personnalités liées à Touggourt
- Dynastie des Beni Djellab
- Mohamed Lakhdar Essaihi, écrivain, y est né en 1918.